# 女王草坪
女王草坪（英語：Queen's Lawn）是倫敦帝國學院南肯星頓校園中央的一片綠化地帶，位於女王塔旁邊。面積約為1600平方米，草地旁植有和多棵由舊生和名人種下的紀念樹木。草坪也為學院舉行多種活動，例如迎新日提供了場地。

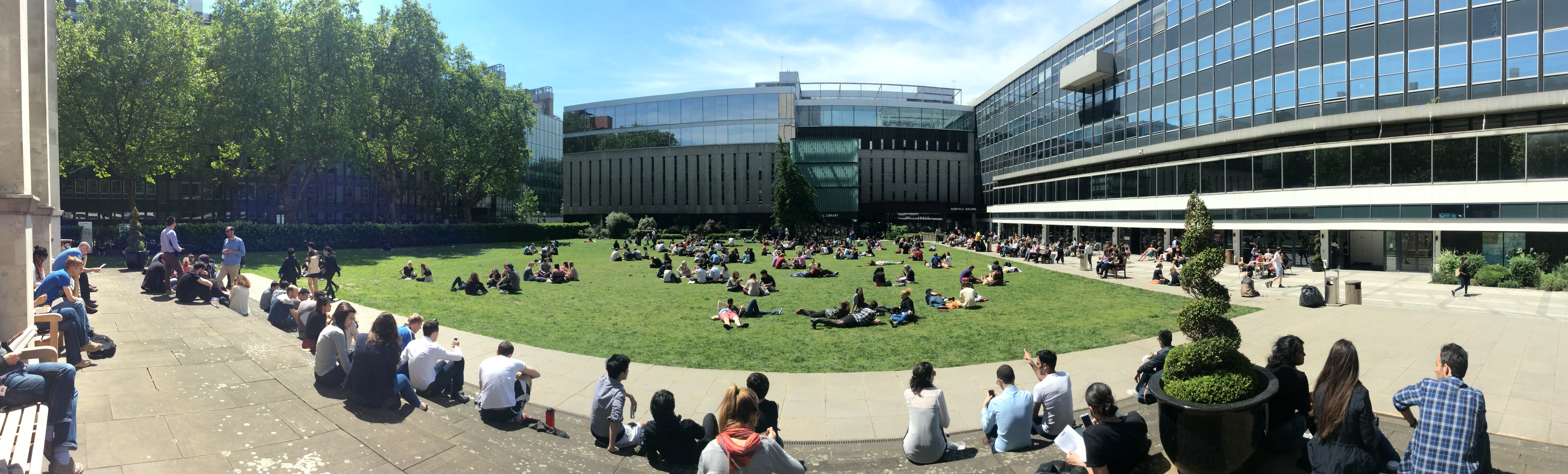
從女王塔的底部可以看到女王草坪的全景。左邊是綠樹成蔭的帝國學院路

2006年4月，學院學生報紙Felix報導，校方已經向西敏市委員會申請，用草坪多至三分之一的面積來建築一座三層高的接待性樓房。雖然市議會尚未批覆，但這個計劃引起了很多學生的反對，導致一連串的抗議行動。2006年5月，報紙再度揭發，發展計劃是由一間叫“SykesCorp”的私人公司申請的，該公司名稱和校長李察·西克（Richard Sykes）名字相似。西克校長馬上受到強烈的批評，指他的作為和不久以前學院推行的綠化運動背道而馳，把女王草坪當成“國王西克的草坪”。

## 外部連結
- （英文）網上版Felix：學院為發展草坪建三層樓房申請許可